# Acharagma roseana
Acharagma roseana (укр. Ахарагма розеана, Ахарагма рожева) — сукулентна рослина з роду Acharagma родини кактусових.

## Опис

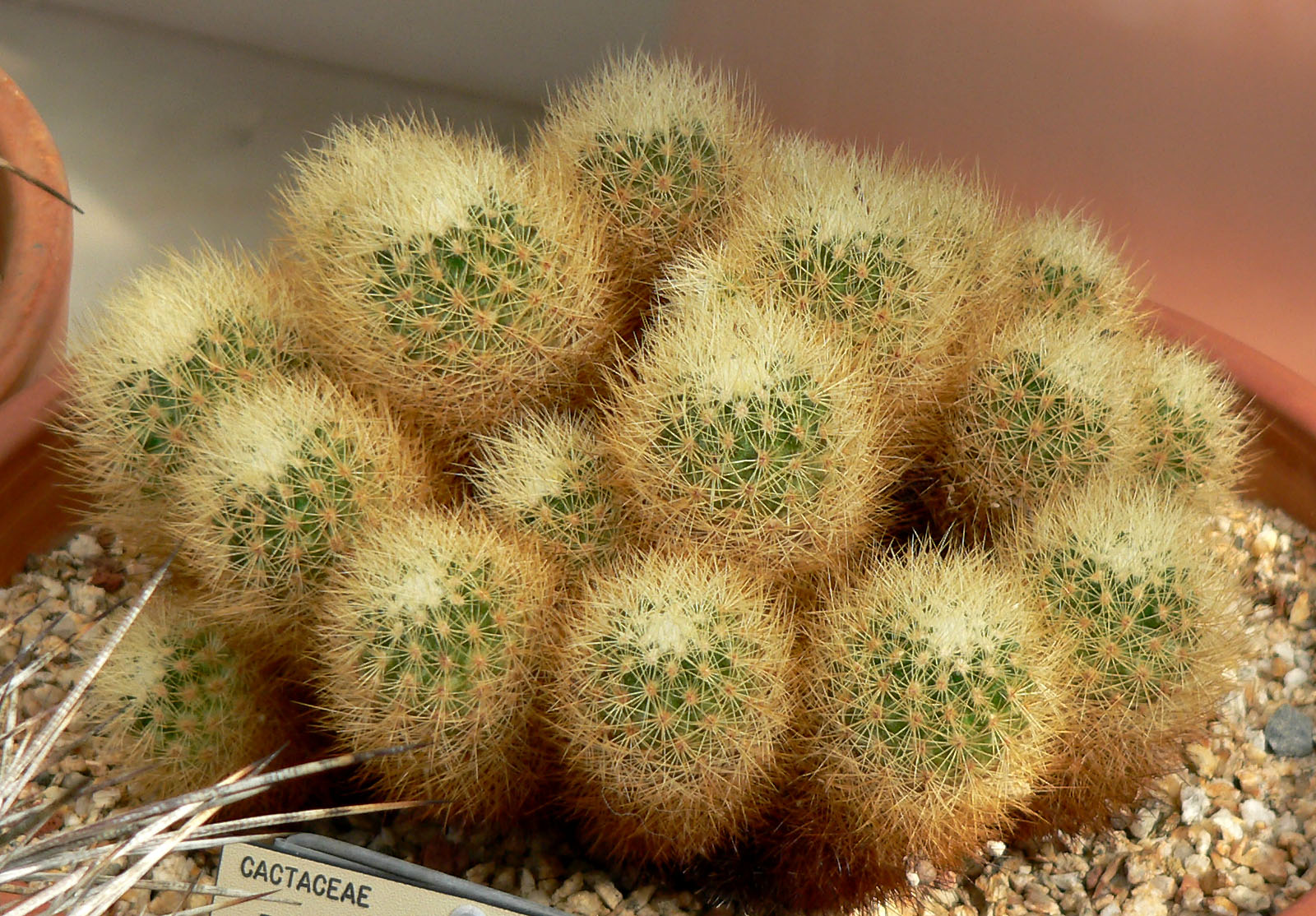
Acharagma roseana

Рослини зазвичай одиночні, але іноді дають відростки в основі і утворюють невеликі зарості.

 Стебло кулясте до циліндричного, висотою 4-6 см, в діаметрі 1,5-5 см.

 Епідерміс — яскраво-зеленого відтінку.

 Туберкули розташовуються в рядах, довжиною 3 мм.

 Центральних колючок — 4-6, подібні радіальним колючкам, але трохи зігнуті, жовті, 10-20 мм завдовжки.

 Радіальних колючок — 15-30, жовтуваті до коричневого відтінку, довжиною 8-15 мм.

 Квіти — рожеві з червонувато-рожевими центральними лініями або кремового відтінку, 15-20 мм завдовжки і в діаметрі, з'являються в апікальній зоні.

 Пиляки жовті, приймочка маточки солом'яного кольору.

## Поширення
Ареал зростання — Мексика, південний схід штату Коауїла і сусідній Нуево-Леон на висоті 1 500-2 000 м над рівнем моря.

## Синоніми
- Echinocactus roseanus Boed. 1928
- Neolloydia roseana (Boedeker) F.M.Knuth 1935
- Thelocactus roseanus (Boedeker) W.T.Marshall 1941
- Escobaria roseana (Boedeker 1928) Schmoll ex Buxb. 1951
- Escobaria roseana (Boed.) Backeb. 1951
- Coryphantha roseana (Boedeker) Moran 1953
- Gymnocactus roseanus (Boedeker) Glass & R.A.Foster 1970
- Escobaria roseana subsp. galeanensis Haugg 1995